# 베네데크 라슬로
베네데크 라슬로(헝가리어: Benedek László, 1905년 3월 5일 ~ 1992년 3월 11일)는 헝가리 태생으로 할리우드에서 활동한 영화 감독이다. 1951년 아서 밀러의 동명의 희곡을 원작으로 한 영화 《세일즈맨의 죽음》으로 골든 글로브상 감독상을 수상했다. 1953년작 《위험한 질주》는 큰 파란을 불러일으켰다. 1992년 브롱크스에서 사망했다.

## 참여 작품

### 감독
- 세일즈맨의 죽음 (1951년 영화)
- 위험한 질주 (1953년 영화)